# Linh Xuân
Linh Xuân là một phường thuộc Thành phố Hồ Chí Minh, Việt Nam.

## Địa lý
Phường Linh Xuân nằm ở phía bắc thành phố Thủ Đức, có vị trí địa lý:
- Phía đông giáp phường Đông Hòa, thành phố Dĩ An, tỉnh Bình Dương
- Phía tây giáp phường An Bình, thành phố Dĩ An, tỉnh Bình Dương
- Phía nam giáp phường Linh Trung
- Phía bắc giáp phường Dĩ An, thành phố Dĩ An, tỉnh Bình Dương.

Phường có diện tích 3,87 km², dân số năm 2024 là 60.107 người, mật độ dân số đạt 15.532 người/km².

## Hành chính
Phường Linh Xuân được chia thành 27 khu phố, đánh số lần lượt từ 1 đến 27.

## Lịch sử
Địa danh Linh Xuân có từ thời Pháp thuộc, khi đó gọi là làng Linh Xuân Thôn thuộc tổng An Điền, quận Thủ Đức, tỉnh Gia Định. Làng Linh Xuân Thôn được hình thành trên cơ sở sáp nhập ba làng có từ thời Nguyễn là Linh Chiểu Trung, Xuân Trường và Xuân Vinh.
Sau năm 1956, các làng được gọi là xã, Linh Xuân Thôn là một xã thuộc quận Thủ Đức.
Sau năm 1975, xã Linh Xuân Thôn được đổi tên thành xã Linh Xuân thuộc huyện Thủ Đức, Thành phố Hồ Chí Minh.
Ngày 14 tháng 2 năm 1987, Hội đồng Bộ trưởng ban hành Quyết định số 33-HĐBT. Theo đó, chia xã Linh Xuân thành hai xã Linh Xuân và Linh Trung.
Sau khi điều chỉnh địa giới hành chính, xã Linh Xuân còn lại 284 ha diện tích tự nhiên và 8.116 người.
Ngày 6 tháng 1 năm 1997, Chính phủ ban hành Nghị định số 03-CP. Theo đó:
- Thành lập quận Thủ Đức trên cơ sở toàn bộ diện tích và dân số của thị trấn Thủ Đức và 7 xã: Hiệp Bình Chánh, Hiệp Bình Phước, Linh Đông, Linh Trung, Linh Xuân, Tam Bình, Tam Phú; một phần diện tích và dân số của các xã Hiệp Phú, Tân Phú và Phước Long thuộc huyện Thủ Đức cũ
- Thành lập phường Linh Xuân thuộc quận Thủ Đức trên cơ sở toàn bộ 382,5 ha diện tích tự nhiên và 13.666 người của xã Linh Xuân.

Ngày 9 tháng 12 năm 2020, Ủy ban thường vụ Quốc hội ban hành Nghị quyết 1111/NQ-UBTVQH14 về việc thành lập thành phố Thủ Đức trên cơ sở sáp nhập toàn bộ diện tích và dân số của Quận 2, Quận 9 và quận Thủ Đức, phường Linh Xuân thuộc thành phố Thủ Đức như hiện nay.
Về mặt khu phố, trước năm 2024, phường Linh Trung được chia thành 5 khu phố: 1, 2, 3, 4, 5.
Ngày 14 tháng 3 năm 2024, Hội đồng Nhân dân Thành phố Hồ Chí Minh ban hành Nghị quyết 11/NQ-HĐND, trong đó sắp xếp lại các đơn vị khu phố để thành lập 27 khu phố mới như ngày nay.